# Chronique du Palais de cristal
Cette page contient des caractères spéciaux ou non latins. S’ils s’affichent mal (▯, ?, etc.), consultez la page d’aide Unicode.

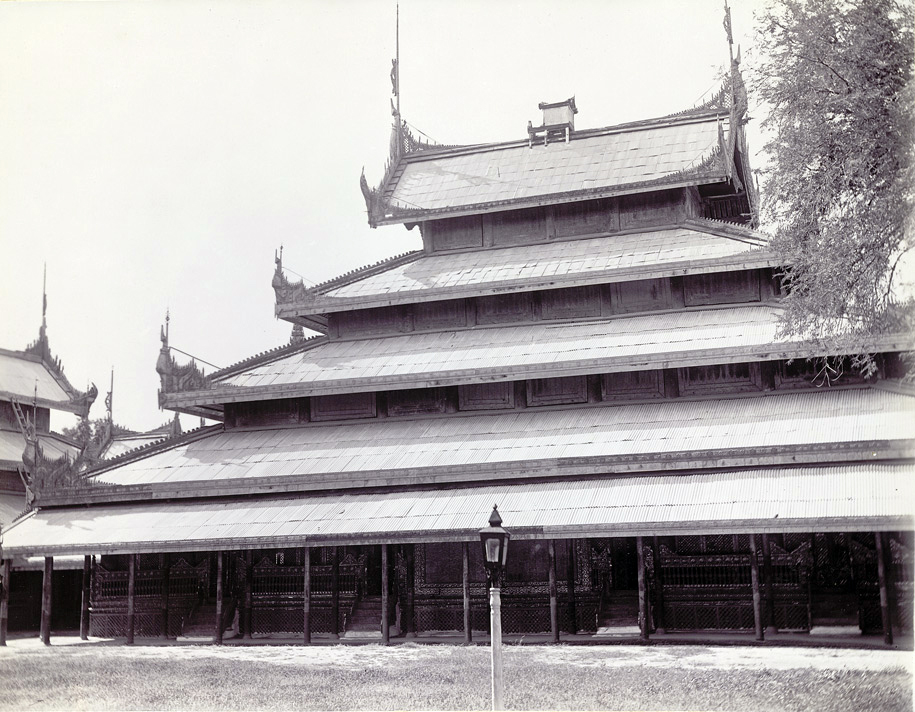
Le Palais de cristal de Mandalay en 1903. Il fut détruit en 1945.

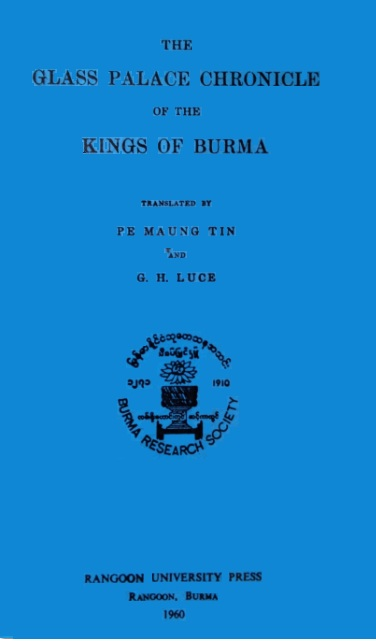

La Chronique du Palais de cristal des rois de Birmanie (en birman မ္ဟနန္‌းရာဇဝင္‌, transcrit hman nam ra ja. wang, API : /m̥ànnán jàzəwìn/) est un ouvrage historique commandé par le roi Bagyidaw (1819-1837) en 1829. C'est une compilation de tous les travaux précédemment consacrés aux rois de Birmanie. Elle a été traduite en anglais en 1923 par Pe Maung Tin (en) et Gordon Luce (en).
La Chronique du Palais de cristal comporte à la fois des parties historiquement exactes et précises et des passages légendaires ou mythologiques. Elle relate par exemple que Bouddha aurait prédit à Ánanda la naissance du Royaume de Pagan.